# Zielona Góra (Lubichowo)
Zielona Góra (kaschubisch Zelonô Góra; deutsch Grüneberg) ist ein Dorf mit rund 215 Einwohnern in der nordpolnischen Landgemeinde Lubichowo (deutsch Liebichau) im Powiat Starogardzki der Woiwodschaft Pommern.

## Geografische und naturräumliche Lage

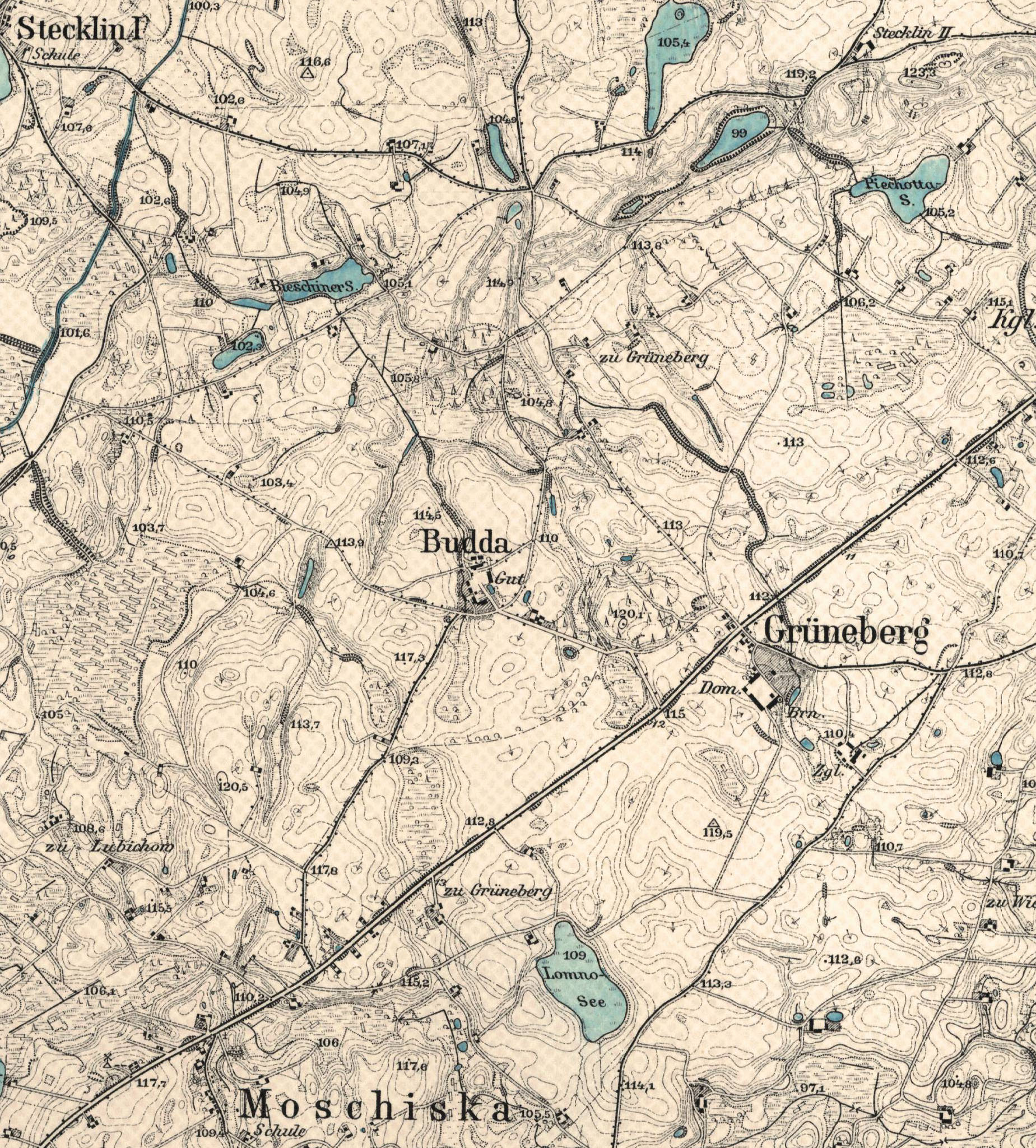
Grüneberg und Umgebung. Preußische Landesaufnahme 1908, Messtischblatt (1:25.000).

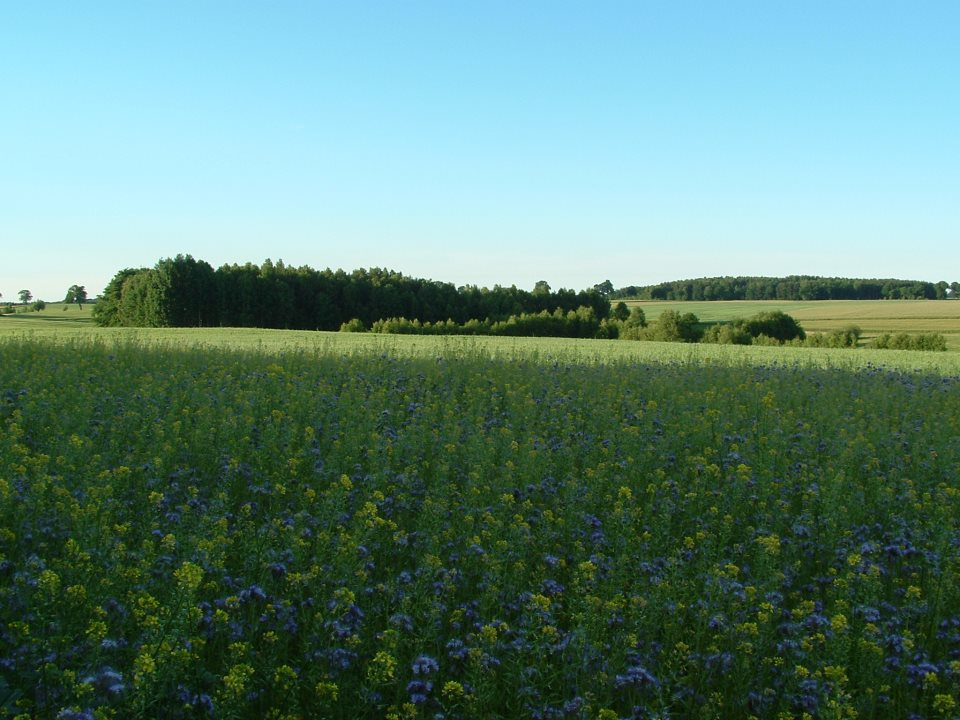
Landschaft bei Zielona Góra

Grüneberg liegt rund 5 Kilometer östlich von Lubichowo, 12 Kilometer südwestlich von Starogard Gdański (deutsch Preußisch Stargard) und 56 Kilometer südlich von Danzig. Das Dorf befindet sich im westlichen Weichselraum auf dem Baltischen Landrücken nahe der Tucheler Heide, einer typischen weichselglazialen Sanderfläche.

## Geschichte
Grüneberg war ein Teil der historischen preußischen Provinz Westpreußen.

### Gründung und Ersterwähnung 1373
Nach Angabe des westpreußischen Pfarrers und Historikers Bernhard Stadié wurde Grüneberg wahrscheinlich vom Deutschritterorden angelegt. Erstmals erwähnt wurde der Ort 1373 im Schenkungsprivilegium des Dorfes Kottys als Grenzort Stargards. In der Verleihungs-Urkunde des Dorfes Kottys an die Stadt Stargard Dienstag nach Martin 1373 durch Winrich von Kniprode heißt es unter anderem: 

„Wir Bruder Winrich von Kniprode, Hochmeister der Brüder des Ordens des Spitals St. Marien des deutschen Hauses von Jerusalem, mit Rath und Willen unserer Mitgebietiger verleihen und geben unserer Stadt Stargard das Gut Kottys genannt, binnen den hernach beschriebenen Grenzen, zu Eulmischen Rechte frei, erblich und ewiglich zu besitzen. Die Grenzen anzuheben an einer beschütteten Birke bei einem Querwege zwischen Damerau, Kottys und Zabyn [Zabienken], […] daran stößt Grüneberg und Hacken Jörgen Gut und Kottys […].“

### Teerbude Budda
In der Frühen Neuzeit gehörte zum Dorf die westlich gelegene „Grüneberger Bude“, wahrscheinlich eine Teerbude, die dem an gleicher Stelle entstandenen Landgut Budda den Namen gab. Teil der Grüneberger Bude war das Vorwerk Lippinken (von lippa = Linde). 1770 verlieh der Starost Alexander Hilarius von Potulicki das mitten im Wald gelegene Landstück als Erbpacht. Der Erbpächter Buddas erhielt das Recht, das gesamte Holz umzuhauen und Felder daraus zu machen. Die Erbpacht schloss die Fischereigerechtigkeit auf dem See Maliniec (aus malinia = Brombeere) ein. Auf dem Landgut Budda wurden die Malerin Clara Siewert (1862–1945) und die Schriftstellerin Elisabeth Siewert (1867–1930) geboren, deren Werke diese westpreußische Region vielfach widerspiegeln.